# Општина Капрени (Горж)
Капрени (рум. Căpreni) општина је у Румунији у округу Горж.
Oпштина се налази на надморској висини од 229 m.